# Cathédrale Saint-Vladimir de Saint-Pétersbourg
Cette  cathédrale ne doit pas être confondue avec une autre cathédrale de Saint-Pétersbourg.
 D’autres cathédrales portent le nom de cathédrale Saint-Vladimir.
La cathédrale Saint-Vladimir ou collégiale Saint-Vladimir est une église orthodoxe située à Saint-Pétersbourg, dédiée à saint Vladimir. C'est une église à trois nefs avec des pilastres d'ordre dorique dont le style marque la transition du baroque au classicisme. Elle se trouve au no 20 de la perspective Vladimirski.

## Histoire

### Premières églises
Il y avait à cet emplacement une église de bois, construite en 1708 et dédiée à saint Nicolas. On construit entre 1713 et 1719 une autre église dédiée à l'Assomption, détruite par un incendie en 1772. Elle reçoit le statut de cathédrale (équivalent dans l'église latine à collégiale) en 1719, lorsque son autel principal est consacré.

### Construction de l'église
L'église actuelle est construite en 1765 par Antonio Rinaldi, avec cinq coupoles et un clocher à trois étages. Elle est achevée en 1773, mais des aménagements de façade, dirigés par Ivan Starov se poursuivent de 1783 à 1789. L'église est consacrée le 1er octobre 1789 en l'honneur de saint Vladimir.

### De 1790 à 1917
L'église subit quelques améliorations en style Empire russe, dont le chœur et l'iconostase en 1823. Elle devient l'église capitulaire de l'Ordre de Saint-Vladimir en 1845. Nikolaï Brioullov construit un parvis avec deux petites chapelles en 1872-1873, et une autre chapelle dédiée à saint Alexandre Nevski est construite par Nikolaï Kovriguine en 1886.

### Après 1917
L'église est momentanément fermée entre novembre 1926 et 1927, puis elle devient cathédrale de l'éparchie (diocèse pour les orthodoxes) et siège du métropolite de Léningrad lorsque la cathédrale orthodoxe de Léningrad est fermée. Elle le demeure jusqu'en 1941.
La cathédrale Saint-Vladimir a l'honneur de recevoir l'icône vénérable de Notre-Dame de Kazan de 1940 à 2001, lorsque la cathédrale du même nom est transformée en musée de l'athéisme. 

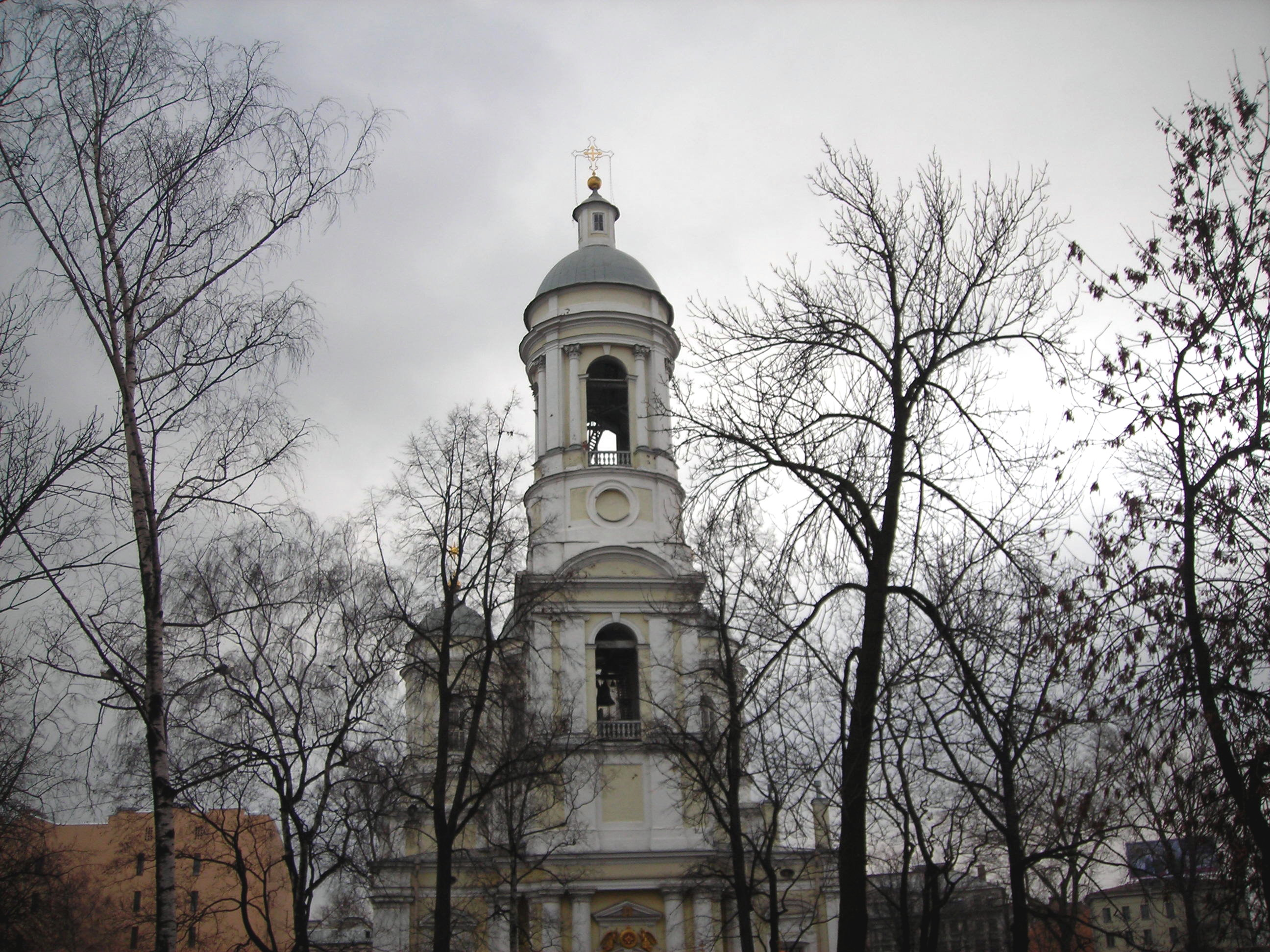
Vue du campanile

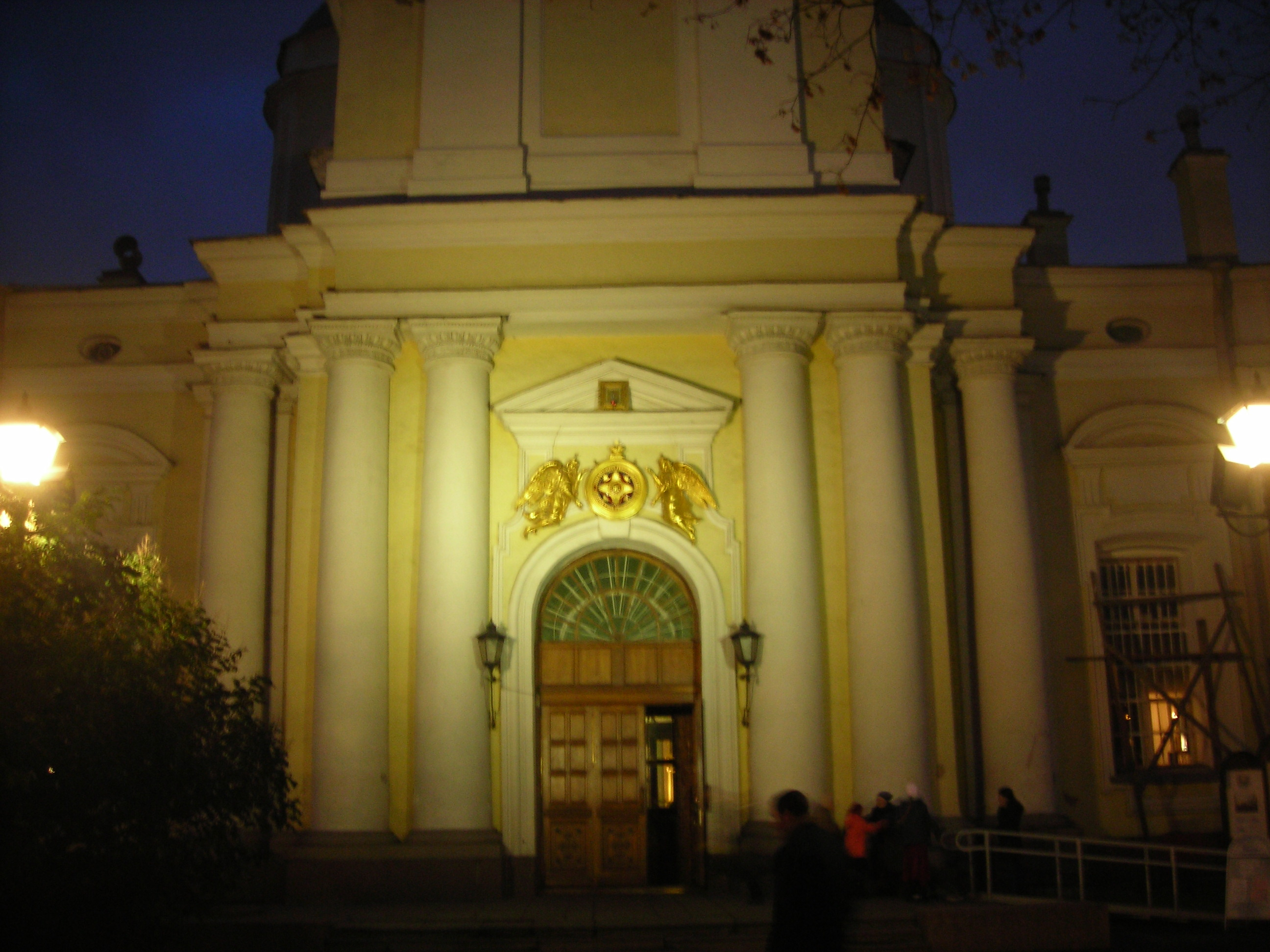
L'entrée de l'église la nuit tombée